# Réserve naturelle régionale des pierriers de Normandie
La réserve naturelle régionale des pierriers de Normandie (RNR321) est une réserve naturelle régionale située en région Normandie. Classée en 2018, elle occupe une surface de 0,87 hectare.

## Localisation

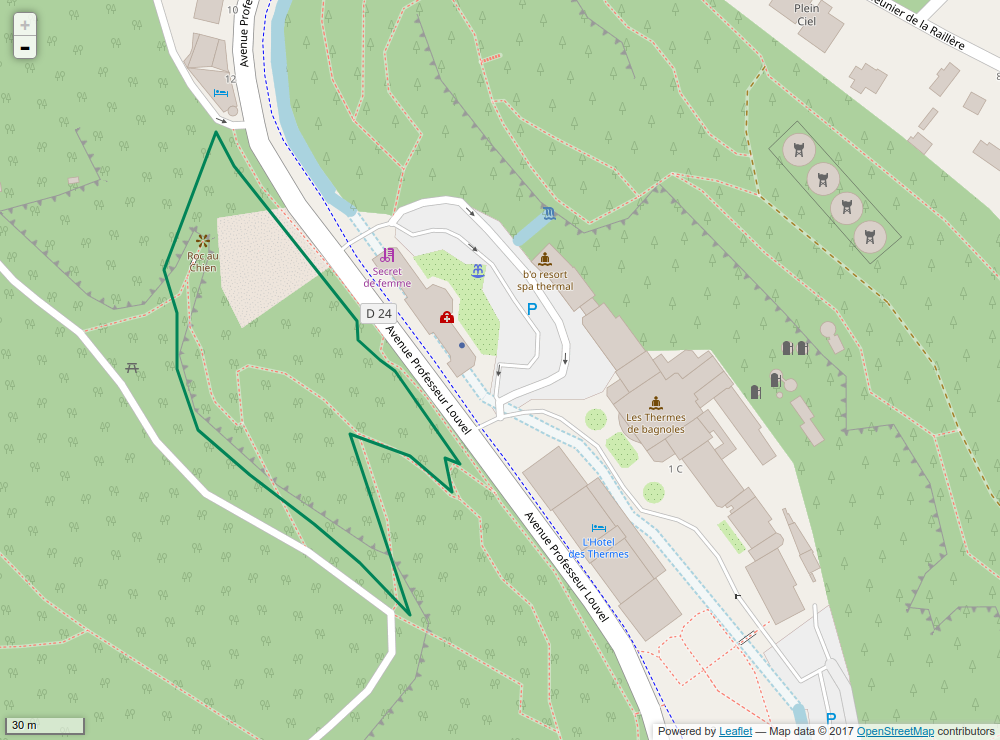
Périmètre de la réserve naturelle.

Le territoire de la réserve naturelle est dans le département de l'Orne, sur la commune de Bagnoles de l'Orne Normandie.

## Administration, plan de gestion, règlement

### Outils et statut juridique
La réserve naturelle a été créée par une délibération du Conseil régional du 25 octobre 2018.